# تپه آب برده
تپه آب برده مربوط به دوره اشکانیان است و در شهرستان کوهدشت، بخش مرکزی، دهستان کوهدشت شمالی، ۱/۳ کیلومتری جنوب شرق روستای چم کبود واقع شده و این اثر در تاریخ ۲۸ اسفند ۱۳۸۵ با شمارهٔ ثبت ۱۸۸۶۹ به‌عنوان یکی از آثار ملی ایران به ثبت رسیده است.